# 加汀山國家公園
加汀山國家公園是砂拉越的國家公園，位於砂拉越的古晉省，成立於1983年，面積44平方公里，距離古晉約兩小時車程，有大花草等植物生長。